# Pahokee, une jeunesse américaine
Pour plus de détails, voir Fiche technique et Distribution.
Pahokee, une jeunesse américaine est un film documentaire de Patrick Bresnan et Ivete Lucas sorti en décembre 2019. Il est le premier long métrage des deux réalisateurs.

## Synopsis
Le film suit tout au long d'une année scolaire quatre adolescents de la Pahokee High School, située dans un comté rural et pauvre du sud de la Floride et peuplé en majorité de Noirs et Latinos,, se faisant l'écho de leurs espoirs et craintes pour leur avenir,,. 

## Fiche technique
- Titre original : Pahokee
- Réalisation : Patrick Bresnan et Ivete Lucas
- Montage : Ivete Lucas
- Production : Patrick Bresnan, Ivete Lucas et Maida Lynn
- Production exécutive : Linda Dodwell
- Co-production : PJ Raval, Laurence Reymond
- Sociétés de distribution : Arizona Distribution
- Pays d’origine :  États-Unis
- Langue originale : anglais
- Format : couleur
- Genre : Documentaire
- Durée : 112 minutes
- Date de sortie commerciale : 11 décembre 2019

## Accueil
Le film a reçu le Prix du jury du film américain indépendant du Champs-Élysées Film Festival 2019 et a été nommé au festival de Sundance 2019.